# Prințul care era un hoț
Prințul care era un hoț (în engleză The Prince Who Was a Thief) este un film de capă și spadă regizat de Rudolph Maté după un scenariu de Gerald Drayson Adams. În rolurile principale au interpretat actorii Tony Curtis, Piper Laurie și Everett Sloane. A fost primul film al lui Tony Curtis ca vedetă de cinema.
A fost produs și distribuit de Universal Pictures și a avut premiera la 21 august 1951. Coloana sonoră a fost compusă de 	Hans J. Salter. 
Filmul a avut încasări de 1,47 milioane de dolari americani din vânzări în SUA.

## Rezumat
Yussef (Everett Sloane) este un asasin care este trimis să omoare un bebeluș prinț, dar nu poate face acest lucru. În schimb, Yussef decide să crească copilul ca pe al său. Acesta crește pentru a deveni un hoț (Tony Curtis).

## Distribuție
- Tony Curtis - Julna / Hussein
- Piper Laurie - Tina
- Everett Sloane - Yussef
- Jeff Corey - Mokar
- Betty Garde - Mirza
- Marvin Miller - Hakar
- Peggie Castle - Princess Yasmin
- Donald Randolph - Mustapha
- Nita Bieber - Cahuena
- Milada Mladova - Dancer
- Hayden Rorke - Basra
- Midge Ware - Sari